# Haedo (Buenos Aires)
Haedo és una població del Partit de Morón, a la província de Buenos Aires, a l'Argentina. Forma part de la conurbació urbana del Gran Buenos Aires.
Amb una superfície de 6,11km², tenia 38.068 habitants el 2001, un 13% menys que al cens de 1991. No obstant això, és la quarta unitat (localitat) més poblada del Partit Morón, amb un 12% del total.
La ciutat va ser el lloc de residència del governador de Buenos Aires Manuel Fresco, que visqué en una finca entre les actuals quadres Caseros 200 i Llavallol 1220.

## Història
Les terres que avui comprenen la ciutat d'Haedo, abans de la inauguració de l'estació del ferrocarrils., eren zones de camps i hortes entre Morón i Ramos Mejía.
El 1886 a causa de la construcció de l'actual branca a la Plata del Ferrocarril Roca es va inaugurar l'estació i es va donar origen a les primeres poblacions. Anys després, amb l'obertura dels tallers ferroviaris, la població va augmentar i la zona va guanyar la fama de ferroviària. La localitat porta el nom de Mariano Francisco Haedo, un empresari nascut a Uruguai l'any 1816.
Ángel Mauricio Scrosati (1923-2009) va ser l'impulsor del reconeixement d'Haedo com a ciutat. Havia proposat això com a regidor, durant la gestió de l'intendent de Morón Abel Costa, però no es va aprovar. Amb el restabliment de la democràcia el 1963, Scrosati, ja com a secretari de govern, va reprendre el projecte i va aconseguir el suport del Concejo Deliberante de Morón. La sol·licitud va ser llavors elevada a la Legislatura provincial, que la va aprovar per llei.
L'any 1987 Carlos Alberto Pizzi fundà la que seria una de les primeres ràdios alternatives de l'Argentina, FM Oest, a la sintonia 106,9 MHz.

## Transport
L'estació de ferrocarril es va inaugurar l'1 d'agost de 1886 i originalment va ser operada per la companyia del ferrocarril de l'oest de Buenos Aires.